# Autorretrato (Carel Fabritius)
Este autorretrato es una pintura de Carel Fabritius de alrededor de 1647-1648. Lo hizo poco después de haber trabajado intensamente con Rembrandt varios años. Había vivido de nuevo en su pueblo natal de Middenbeemster desde 1643, pero probablemente también estuvo activo regularmente en el estudio de Rembrandt en Ámsterdam después.

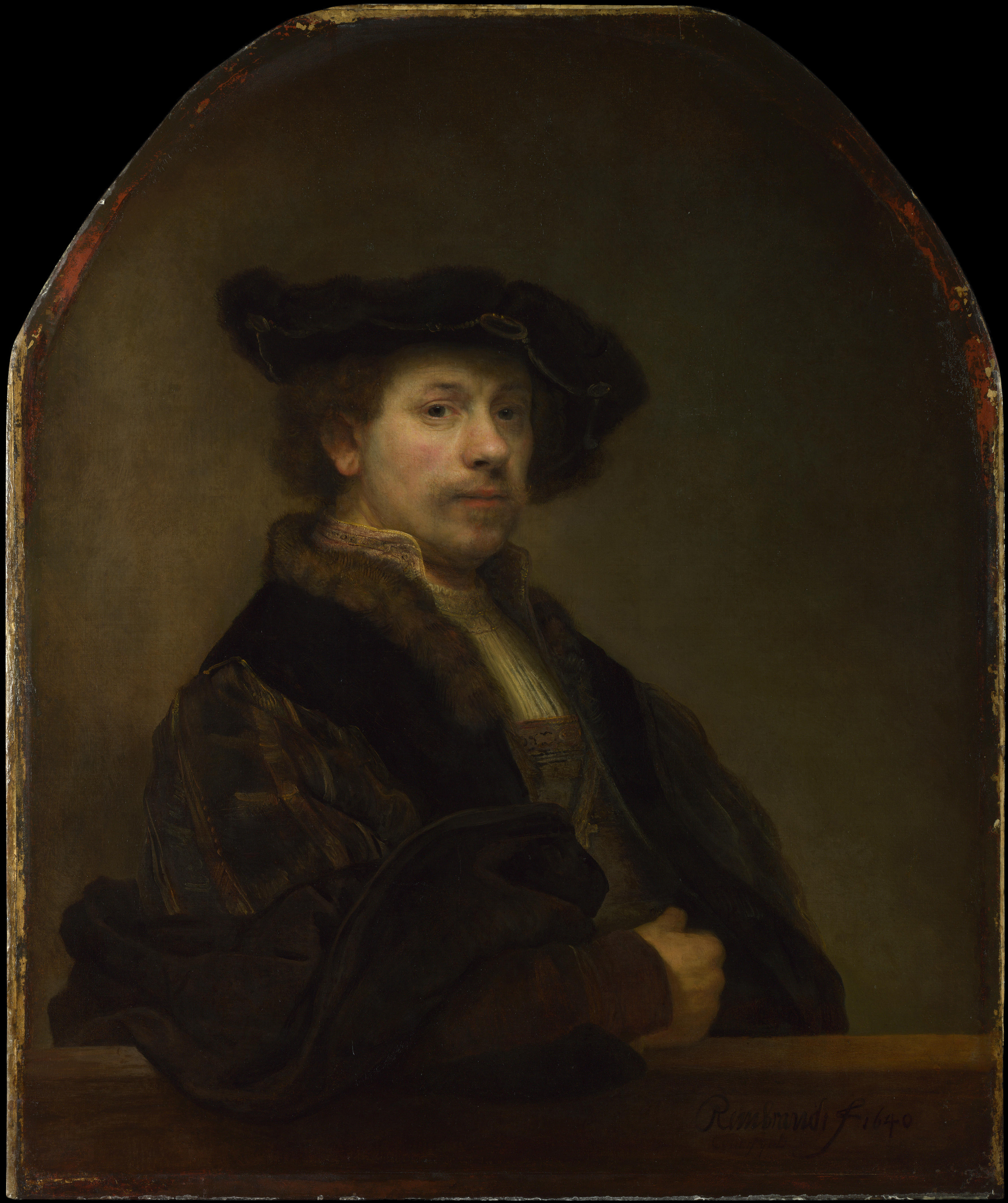
Rembrandt, Autorretrato a la edad de 34 años, 1640, National Gallery, Londres.

Hasta 1985, el conocimiento de los primeros trabajos de Fabritius se limitaba a tres pinturas: La resurrección de Lázaro, el Retrato de Abraham de Potter y este 'tronie'. Esto hizo que fuera difícil determinar la posición de esta pintura sin fecha en la obra de Fabritius. Durante mucho tiempo, el Retrato de Abraham de Potter se lo creyó de un año equivocado (1640 en lugar de 1649). En 1981, el biógrafo de Fabritius, Christopher Brown, todavía pensaba que el autorretrato fue creado después del retrato de Abraham de Potter, pero desde entonces ha mejorado el conocimiento del trabajo que Fabritius realizó en su época con Rembrandt. El estilo y la atmósfera parecen más acordes con los colores cálidos de Mercurio y Argos, por ejemplo, que con su obra posterior de Delft, donde predomina la luminosidad y tonalidades frías. El autorretrato "proto-romántico"  ha sido descrito como una versión original, idiosincrásica y casi indiferente del Autorretrato de Rembrandt a los 34 años de 1640, en el que su maestro compitió con Rafael y Tiziano.
Uno de los mayores admiradores de la pintura fue Vincent van Gogh. En 1881 fue a Rotterdam para ver la "cabeza de Fabritius", de la que escribió años después que pertenecía a "una categoría especial en la que el retrato de un ser humano se transforma en algo inimaginablemente radiante y reconfortante". Por cierto, todavía no se sabía que el hombre del cuadro probablemente fuera el propio Carel Fabritius. El otro autorretrato indiscutible, Autorretrato con sombrero de piel y coraza, no apareció hasta 1924 en una colección privada inglesa.

## Origen
Quizás la pintura estaba en la colección de Govert van Slingelandt, que fue subastada en La Haya el 18 de mayo de 1768 y ofrecida en una subasta en París en junio de 1772. En ambas ocasiones la obra fue presentada como de Rembrandt.
FJO Boijmans compró la pintura en algún momento de la época 1809-1811 como un Rembrandt. Tras la cancelación de una subasta prevista de su colección en 1811, la legó en 1847 como parte del legado con el que se fundó el museo Boijmans en Róterdam. Aproximadamente diez años después se limpió la pintura y se eliminó la firma falsa de Rembrandt, saliendo a la luz el nombre de Fabritius. El autorretrato sobrevivió al incendio del Schielandshuis donde se encontraba el museo en 1864 y desde entonces ha sido parte de la colección permanente.